# Понтун Бич (Илиноис)
Понтун Бич (енгл. Pontoon Beach) град је у америчкој савезној држави Илиноис.

## Демографија
По попису из 2010. године број становника је 5.836, што је 216 (3,8%) становника више него 2000. године.
| Група             | 2000.         | 2010.         |
| Белци             | 4.876 (86,8%) | 4.932 (84,5%) |
| Афроамериканци    | 499 (8,9%)    | 386 (6,6%)    |
| Азијати           | 44 (0,8%)     | 59 (1,0%)     |
| Хиспаноамериканци | 108 (1,9%)    | 334 (5,7%)    |
| Укупно            | 5.620         | 5.836         |